# Ascarat
Ascarat (baskisch Azkarate) ist eine französische Gemeinde mit 344 Einwohnern (Stand 1. Januar 2022) im Département Pyrénées-Atlantiques in der Region Nouvelle-Aquitaine (vor 2016: Aquitanien). Die Gemeinde gehört zum Arrondissement Bayonne und zum Kanton Montagne Basque (bis 2015: Kanton Saint-Étienne-de-Baïgorry).
Die Einwohner werden Azkaratars genannt.

## Geographie
Ascarat liegt ca. 55 km südöstlich von Bayonne im französischen Teil des Baskenlands unweit von Saint-Jean-Pied-de-Port.
Umgeben wird der Ort von den Nachbargemeinden:
|           | Ossès Saint-Martin-d’Arrossa                |         |
| Irouléguy | Kompassrose, die auf Nachbargemeinden zeigt | Ispoure |
| Anhaux    | Uhart-Cize Lasse                            |         |

Ascarat liegt im Einzugsgebiet des Adours. Die Nive strömt an der östlichen Gemeindegrenze entlang. Einer ihrer Nebenflüsse, die Nive d’Arnéguy, fließt an einem Teil der südöstlichen Gemeindegrenze entlang, bevor sie in der Gemeinde in die Nive mündet.

## Geschichte
Ascarat wurde erstmals 1106 in der Form ascarat erwähnt. Weitere Erwähnungen folgten: escarat im 13. Jahrhundert, azcarat (1350), atzcarat (1366), azquarat (1413). 1391 gehörte Ascarat zusammen mit Anhaux, Irouléguy und Lasse zur Vizegrafschaft von Saint-Étienne-de-Baïgorry. 1396 wurde das Dorf mit der Kirche von „Kriegsleuten“ zerstört. Der Zusammenhang dieses Ereignisses ist allerdings unklar.

### Wappen
Das Wappen ist in vier Felder eingeteilt und lässt sich nach Guy Ascarat, Heraldiker und Historiker, folgendermaßen interpretieren: Das Feld oben rechts symbolisiert den Weinbau, den wichtigsten Zweig der Landwirtschaft der Kommune. Das Feld oben links ist das Wappen der adeligen Familie Azkarate. Ein Eneco d’Azkarate ist im 11. Jahrhundert erwähnt worden. Die Namensgebung setzt sich zusammen aus aitz (Felsen) und garate (hoher Ort), also „Ort auf hohen Felsen“. Auf dem Wappen wacht der Adler auf dem Felsen als herausragender Kämpfer. Das dritte Wappen unten rechts ist das einer anderen Familie des Dorfes, der Familie Larragoyen, die 1316 erwähnt wurde. Das Feld unten links zeigt das Wappen von Jean Isidore Harispe, einem General in napoleonischer Zeit, dessen Vater aus Ascarat stammt. Das Pferd ist nicht angeschirrt und wäre ein Symbol für ein Kriegspferd. Hier hingegen trabt es ausgelassen, ein Symbol des Adels. Die Sterne weisen auf hohe militärische Ehren hin.

### Einwohnerentwicklung
Die Einwohnerzahl hat vom Höchststand in der Mitte des 19. Jahrhunderts stetig abgenommen. In den 1970er-Jahren ist der Trend gestoppt, die Zahl blieb ungefähr auf dem gleichen Niveau und konnte in letzter Zeit wieder leicht zulegen. Diese Zunahme ist durch die Nähe zu Saint-Jean-Pied-de-Port zu erklären, wobei sich der Ort als ein Standort von Handel und Dienstleistungen anbietet.
| Jahr      | 1962 | 1968 | 1975 | 1982 | 1990 | 1999 | 2006 | 2009 | 2014 |
| --------- | ---- | ---- | ---- | ---- | ---- | ---- | ---- | ---- | ---- |
| Einwohner | 274  | 283  | 282  | 294  | 294  | 275  | 280  | 309  | 317  |

## Sehenswürdigkeiten

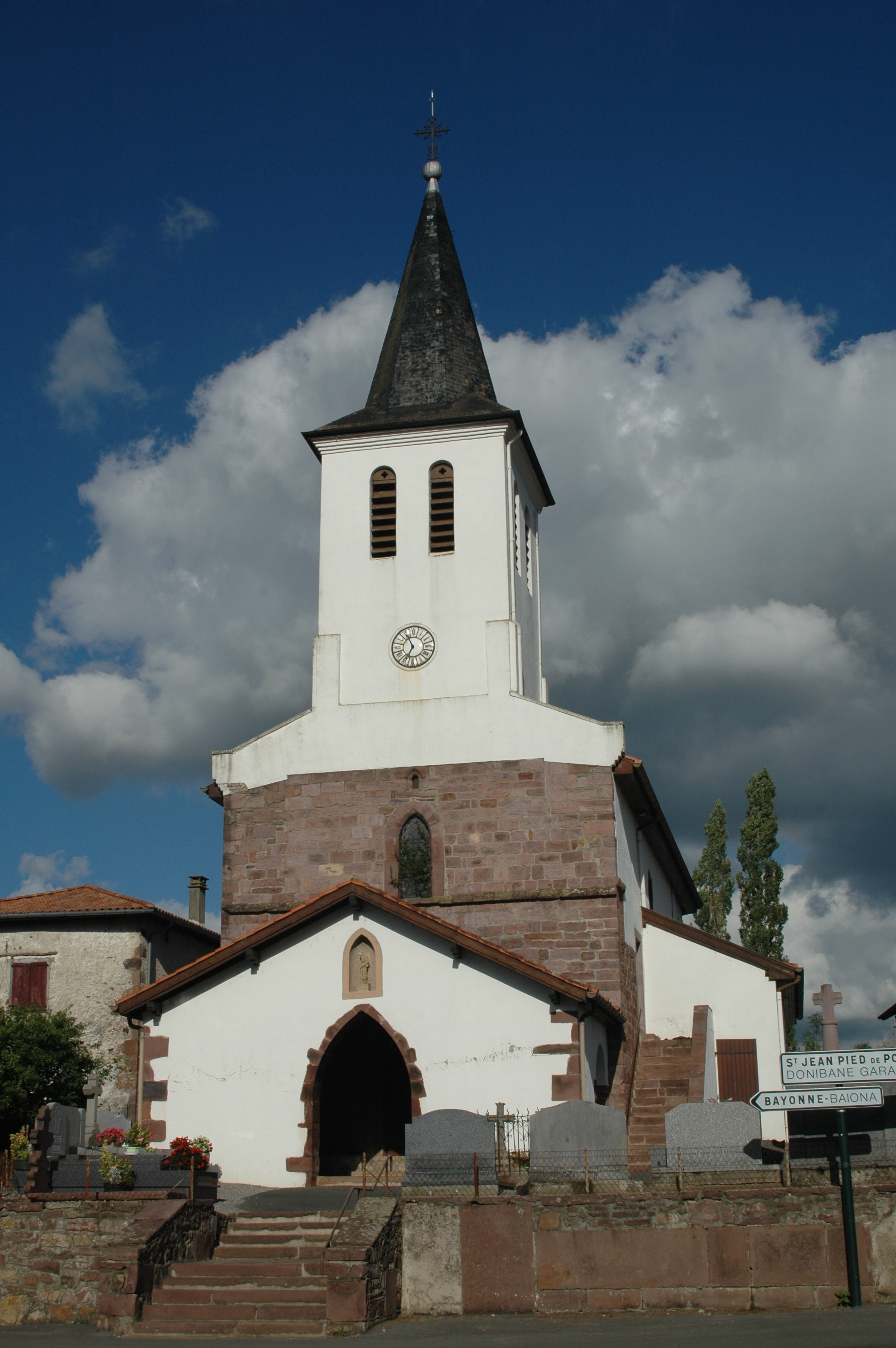
Kirche Saint-Julien-d’Antioche

- Kirche Saint-Julien-d’Antioche, gewidmet Julian von Tarsus. Erstmals erwähnt um 1253, wurde sie im folgenden Jahrhundert zerstört, am Ende des 14. oder am Anfang des 15. Jahrhunderts wieder aufgebaut. Von dieser Epoche haben einzelne Elemente die Jahrhunderte bis heute überdauert, z. B. die Maueröffnungen in Spitzbogenform. Das Bauwerk wurde im 18. Jahrhundert umgestaltet und im 19 und 20. Jahrhundert restauriert. Im Innern des einschiffigen Baus erstrecken sich mehrere Emporen, wie sie in allen Kirchen des Baskenlandes anzutreffen sind. Diese sind traditionell den Männern während einer Messe vorbehalten. Zugang bieten bei dieser Kirche zwei Treppen, eine im Innern, eine außen.[12]
- Landsitz, genannt Château de Vergues ou de Fargas, wahrscheinlich im 18. Jahrhundert erbaut und im 19 und 20. Jahrhundert umgestaltet. Drei Türme säumen einen dreigeschossigen Bau.[13]
- Bauernhof  Harizpea. Um 1350 ist der Bauernhof erstmals erwähnt worden als Lehnshof der Vizegrafen von Baïgorry. Das heutige Bauernhaus stammt aus dem Jahre 1587, wie auf dem Schlüssel des Scheunentores eingraviert ist. Während der Umbauten im 19. und 20. Jahrhundert wurden das Dach und die Dachböden verändert. Das Gebäude ist aufgeteilt wie bei allen Bauernhöfen der Region. Das Erdgeschoss dient für die landwirtschaftlichen Arbeiten und als Unterbringung der Tiere, der erste Stock beherbergt die Wohnräume und das Dachgeschoss den Heuboden. Typisch für die Bauernhäuser der Region ist der Balkon oberhalb der ersten Etage, auf dem traditionell das Saatgut getrocknet wird.[14]

## Wirtschaft und Infrastruktur
Drei private Campingplätze, mehrere Gîtes, Gästezimmer und Ferienwohnungen mit einer Kapazität von insgesamt 1.500 Betten unterstützen den Tourismus in Ascarat. Zwölf bäuerliche Betriebe kümmern sich um die Aufzucht von Milchschafen Manex tête Noire, die im Sommer auf Almen getrieben werden. Es werden Rinder der Rasse Blonde d’Aquitaine und mehr als zwei Rassen Milchkühe gezüchtet. Ascarat liegt in den Zonen AOC des Ossau-Iraty, ein traditionell hergestellter Schnittkäse aus Schafmilch, der Schweinerasse und des Schinkens „Kintoa“ sowie des Irouléguys, welches eines der kleinsten Weinanbaugebiete Frankreichs und das einzige im französischen Baskenland ist. Vier Winzer bauen ihren Wein auf Terrassen in Südlage auf den Hängen des Itahako an.

### Verkehr
Ascarat wird durchquert von den Routes départementales 15, 403, 615 und 918, der ehemaligen Route nationale 618, und ist über Linien des Busnetzes Transports 64 mit anderen Gemeinden des Départements verbunden.